# Маихэ
Маихэ́ (кит. упр. 蚂蚁河) или Маяньхэ́ (кит. упр. 蚂蜒河) — река в китайской провинции Хэйлунцзян, правый приток Сунгари.

## Название
Название реки является китайской транскрипцией маньчжурского слова, означающего «локоть». Она так названа потому, что своим руслом подобна согнутой в локте руке.

## География
Река берёт своё начало на хребте Чжангуанцайлин на территории городского уезда Шанчжи. По территории городского уезда она течёт сначала на запад, потом на север, и затем поворачивает на северо-восток. Далее она протекает сквозь уезд Яньшоу, и на территории уезда Фанчжэн впадает в Сунгари. Имеет приток Хуаннихэ.